# Valdeobispo
Valdeobispo – gmina w Hiszpanii, w prowincji Cáceres, w Estramadurze, o powierzchni 42,1 km². W 2011 roku gmina liczyła 743 mieszkańców.